# Aírton Graciliano dos Santos
Aírton Graciliano dos Santos, född 15 maj 1974, är en brasiliansk tidigare fotbollsspelare.
I mars 1993 blev han uttagen i Brasiliens trupp till U20-världsmästerskapet 1993.